# Spigelia nicotianiflora
Spigelia nicotianiflora är en tvåhjärtbladig växtart som beskrevs av Chod. och Hassl.. Spigelia nicotianiflora ingår i släktet Spigelia och familjen Loganiaceae. Inga underarter finns listade i Catalogue of Life.